# Львівгаз
АТ «Львівгаз» — акціонерне товариство, яке займається газопостачанням та газифікацією у місті Львові та Львівській області.

## Історія
Напередодні Першої світової війни біля Дашави під час бурильних робіт (котрі проводила одна з німецьких фірм у пошуках калійної солі) відкрите родовище природного газу. Проте в умовах війни і розвалу Австро-Угорської імперії до 1918 року роботи було зупинено.
У 1921 році роботи було поновлено. Почалось промислове використання родовища. Збудовано газопроводи: Дашава-Стрий (14,4 км, 1921), Стрий-Дрогобич (1924), Дашава-Стебник (1925). Почали створюватися акціонерні спілки і товариства по видобутку природного газу — зокрема, АТ «Газоліна». У 1929 році прокладено газопровід Дашава-Львів (68 км), розпочато будівництво львівських газорозподільної і вимірювальної станцій, укладено першу угоду Львівської управи з АТ «Газоліна».
Після подій «золотого вересня» у 1939 році на базі АТ «Газоліна» було створено Стрийське експлуатаційне управління Наркомату нафтової промисловості СРСР. З квітня 1940 року у Львові почав діяти трест «Укргаз». В середині 1940 року на базі львівського міського газового підприємства утворився трест «Львівгаз». У 1941 році його реорганізовано в Львівський газовий завод, проте після війни, 22 липня 1947 року, завод став знову трестом.
Трест підпорядковувався Львівському міськвиконкому. До його складу входили: Львівський газовий завод, завод по ремонту і виготовленню газової апаратури «Львівгаз-апарат», Управління місцевої газової мережі, міська контора по експлуатації та газозбуту (з 4-ма філіями), міська будівельна контора «Львігаззбут», відділ робітничого постачання.
В 1952 році, з метою газифікації не тільки Львова, але й сільської місцевості у області, при тресті створено ремонтно-будівельне управління. 13 серпня 1955 року, трест отримав обласний статус (із підпорядкуванням відділу комунального господарства Львівського облвиконкому). «Львівгаз» прийняв на обслуговування газове господарство двох областей – Львівської і ліквідованої Дрогобицької. 
Газифікація області почалася з 1956 року. У 1994 році на базі ДП «Львівгаз» було створено ВАТ «Львівгаз».
До червня 2023 року «Львівгаз» належав ПрАТ «Газтек», фактичним власником підприємства був Дмитро Фірташ.
З 29 червня 2023 року АТ «Львівгаз» перейшло під державне управління групи компаній «Нафтогаз України».